# Liste von Kunstwerken im öffentlichen Raum in Herne
Die Liste von Kunstwerken im öffentlichen Raum in Herne gibt einen Überblick über Kunst im öffentlichen Raum, unter anderem Skulpturen, Plastiken, Landmarken und andere Kunstwerke in Herne. Es besteht kein Anspruch auf Vollständigkeit.

## Kunstwerke in Herne
| Bezeichnung                                   | Standort | Koordinaten                 | errichtet             | Künstler                                                  | Anmerkungen | Bild |
| --------------------------------------------- | --- | --------------------------- | --------------------- | --------------------------------------------------------- | --- | ---- |
| Spielende Kinder                              | Kreisverkehr an der Kreuzung Sodinger- und Castroper Straße im Ortsteil Börnig                                                               | 51° 32′ 53″ N, 7° 16′ 2″ O  | 2008                  | Schüler der Realschule Sodingen und der Jugendkunstschule | Sieben Stahlfiguren im Kreisverkehr                                                                                               |      |
| Glückauf – Bergarbeiterproteste im Ruhrgebiet | Faulturm der ehemaligen Kläranlage zwischen Rhein-Herne-Kanal und Emscher, Nähe Bochumer Straße                                              | 51° 33′ 30″ N, 7° 12′ 14″ O | 2010                  | Silke Wagner                                              | Wandmosaik, Höhe: 9,30 m, Umfang: 66,6 m                                                                                          |      |
| Auftauchen oder Versinken                     | Herne-Wanne, Künstlerzeche Unser Fritz 2/3, zur Künstlerzeche 10 / Grimberger Feld                                                           | 51° 32′ 47″ N, 7° 8′ 18″ O  | 2012                  | Günther Zins                                              | Edelstahl |      |
| Reemrenreh (Kaum Gesang) / Leben              | Schleuse Herne-Ost, sog. „Herner Meer“, Gneisenaustraße 202                                                                                  | 51° 33′ 51″ N, 7° 15′ 5″ O  | 2010                  | Bogomir Ecker                                             | Klangskulptur, Aluminiumbleche, Aluminiumguss, Stahl, Lack. Wurde ergänzt durch Skulptur "Leben" des Komponisten Bülent Kullukcu. |      |
| Licht-Tor                                     | Einmündung der Neustraße in die Bahnhofstraße                                                                                                |                             | 2001                  | Günter Dohr                                               | Stahl, Glas, Leuchtstoffröhren, Höhe: 7 m                                                                                         |      |
| Blaues Lichtoval                              | Akademie Mont Cenis |                             | 1999                  | Mischa Kuball                                             | Stahl, LED, |      |
| Lindenbaum                                    | Bahnhofstraße, vor dem City-Center | 51° 32′ 14″ N, 7° 13′ 33″ O | 1973                  | Günter Tollmann                                           | Edelstahl, Höhe: ca. 6 m |      |
| Drawing #1                                    | Flottmannstraße 94, Außengelände Flottmann-Hallen                                                                                            |                             | 2010                  | Herbert Hofer                                             | Betonstahl |      |
| Stahlschnitt                                  | Flottmannstraße 94, Außengelände Flottmann-Hallen                                                                                            | 51° 31′ 18″ N, 7° 13′ 29″ O | 2004                  | Peter Schwickerath                                        | |      |
| Zeit des Schweigens                           | Flottmannstraße 94, Außengelände Flottmann-Hallen                                                                                            | 51° 31′ 21″ N, 7° 13′ 31″ O | 1992                  | Heinrich Brockmeier                                       | Bronzeplatten |      |
| Herner Ronden                                 | Friedrich-Ebert-Platz |                             | 2004                  | Heinz-Günter Prager                                       | Corten-Stahl, Durchmesser: 60–160 cm                                                                                              |      |
| Cubecracks                                    | 6 Standorte: Schlosspark Strünkede, Bahnhof Herne, Robert-Brauner-Platz, Kreuzkirche, Hölkeskampring/Flottmannstraße, Straße des Bohrhammers | 51° 33′ 7″ N, 7° 12′ 50″ O  | 1995                  | Hans-Dieter Schrader                                      | Stahl, rot lackiert, Höhe: 1,50 – 7,50 m weitere Cubecracks in Herne                                                              |      |
| Bergmannskuh                                  | Hölkeskampring Höhe Haus Nr. 35 | 51° 31′ 47″ N, 7° 13′ 31″ O | 1960                  | Hubert Nietsch                                            | Bronzeguss |      |
| Stelzenläufer                                 | Sodinger Straße Ecke Goethestraße, westlich des Feuerwehrhauses                                                                              | 51° 32′ 12″ N, 7° 13′ 49″ O | 1964                  | Luise Pielsticker-Groner                                  | Bronzeguss |      |
| Torschrei beim Fußballspiel                   | Schulhof der Mont-Cenis Gesamtschule, Sodingen                                                                                               | 51° 32′ 17″ N, 7° 14′ 49″ O | 1958                  | Elisabeth Hoffmann                                        | Grüner Sandstein |      |
| St. Florian                                   | Sodinger Straße 9, am Feuerwehrhaus | 51° 32′ 13″ N, 7° 13′ 50″ O | 1969                  | Hermann Gesing                                            | Polyester |      |
| Genius des Guten                              | Bebelstraße, auf der Wiese gegenüber der Hauptpost                                                                                           | 51° 32′ 22″ N, 7° 13′ 14″ O | 1959                  | Zoltan Székessy                                           | Bronze |      |
| Alltagsmenschen                               | Bochumer Straße, vor dem Haus Nr. 35 | 51° 32′ 2″ N, 7° 13′ 31″ O  | 2013                  | Christel Lechner                                          | Beton |      |
| Licht unter der Brücke                        | Bahnhofstraße unter der Brücke am Bahnhof | 51° 32′ 39″ N, 7° 13′ 9″ O  | 1999/2000             | Günter Dohr                                               | Granit, Beleuchtung |      |
| Fenster im Herner Bahnhof                     | Bahnhofstraße Herne | 51° 32′ 39″ N, 7° 13′ 4″ O  | 1953                  | Jupp Gesing                                               | farbiges Glas, Bleistege |      |
| Drei-Männer-Eck                               | Emschertal-Museum, Heimat- und Naturkundemuseum Unser-Fritz-Str.                                                                             | 51° 32′ 35″ N, 7° 8′ 38″ O  | 1927                  | Wilhelm Braun                                             | Muschelkalk |      |
| Licht-Punkt                                   | Kreuzung Bahnhofstraße / Vinckestraße | 51° 32′ 34″ N, 7° 13′ 14″ O | 2001                  | Peter Brdenk und Jürgen LIT Fischer                       | |      |
| Büste von Robert Brauner                      | Stadtgalerie, Robert-Prauner-Platz, in der Bahnhofstraße                                                                                     | 51° 32′ 29″ N, 7° 13′ 17″ O | 1992                  | Heinrich Brockmeier                                       | Bronze |      |
| Büste von Wilhelm Pohlmann                    | Willi-Pohlman-Platz, vor dem Restaurant Zille, im Herner Kulturzentrum Shamrockstraße                                                        | 51° 32′ 9″ N, 7° 13′ 23″ O  | ca. 2000              | Heinrich Brockmeier                                       | Bronze |      |
| Steinstuhl                                    | Revierpark Gysenberg, Herne, neben dem großen Sandspielplatz                                                                                 | 51° 31′ 54″ N, 7° 15′ 22″ O | ca. 1984              | Will Brands                                               | Ruhrsandstein, gemauert |      |
| Skulptur "Genesis"                            | Kunst im Flottmannpark, Flottmannstraße | 51° 31′ 18″ N, 7° 13′ 27″ O | ca. 1998              | Ludwig Dinnendahl                                         | Aluminium |      |
| Homburger                                     | Kunst im Flottmannpark, Flottmannstraße | 51° 31′ 19″ N, 7° 13′ 31″ O | ca. 2006              | Andreas Bee                                               | Stahl, Kunststoff |      |
| Fabrikhaus                                    | Kunst im Flottmannpark, Flottmannstraße | 51° 31′ 17″ N, 7° 13′ 20″ O | 2017                  | Max Scholz                                                | Stahl, Aluminium |      |
| Sesto                                         | Kunst im Flottmannpark, Flottmannstraße | 51° 31′ 21″ N, 7° 13′ 29″ O | 2005                  | Reiner Seliger                                            | Ziegel, Stahl |      |
| Faltung                                       | Kunst im Flottmannpark, Flottmannstraße | 51° 31′ 19″ N, 7° 13′ 22″ O | 2010                  | Peter Schwickerath                                        | Stahl |      |
| Gitterraumtürme                               | Kunst im Flottmannpark, Flottmannstraße | 51° 31′ 17″ N, 7° 13′ 28″ O | 1976                  | William Brauhauser                                        | Edelstahlgitter |      |
| Hochstand                                     | Kunst im Flottmannpark, Flottmannstraße | 51° 31′ 17″ N, 7° 13′ 20″ O | 2014                  | Gerda Schlembach                                          | Glasfasergewebe, Kunstharz, Stahl                                                                                                 |      |
| Kontur                                        | Kunst im Flottmannpark, Flottmannstraße | 51° 31′ 20″ N, 7° 13′ 15″ O | 2010                  | Ulrich Möckel                                             | Corten-Stahl |      |
| Bestimmte Formen                              | Kunst im Flottmannpark, Flottmannstraße | 51° 31′ 21″ N, 7° 13′ 29″ O | 2000                  | Ekkehard Neumann                                          | Stahl, Farbe |      |
| Eiche-Eisen                                   | Kunst im Flottmannpark, Flottmannstraße | 51° 31′ 18″ N, 7° 13′ 23″ O | 1990er Jahre          | Balduin Romberg                                           | Eichenholz, Stahl |      |
| Atlas                                         | Kunst im Flottmannpark, Flottmannstraße | 51° 31′ 22″ N, 7° 13′ 13″ O | aufgestellt etwa 2015 | Bruno Unkhoff                                             | Stahl, geschweißt, Schlacke |      |
| Körper                                        | Kunst im Flottmannpark, Flottmannstraße | 51° 31′ 21″ N, 7° 13′ 13″ O | aufgestellt etwa 2015 | Bruno Unkhoff                                             | Stahl, geschweißt, Schlacke |      |
| Vitaminkreuz                                  | Kunst im Flottmannpark, Flottmannstraße | 51° 31′ 18″ N, 7° 13′ 26″ O | 2013                  | Peter Grzan                                               | Verkehrsschild, bedruckt, Obstbäume                                                                                               |      |
| KulturKanal, Kanalschilder 10/15              | Rhein-Herne-Kanal Nordufer am Resser Wäldchen, Text: Ein Jogginganzug, blau mit weißen Streifen                                              | 51° 32′ 51″ N, 7° 7′ 29″ O  | 2013                  | Markus Hanakan                                            | Blechtafel auf Standgerüst, bedruckt weiß, schwarze Schrift                                                                       |      |
| KulturKanal, Kanalschilder 12/15              | Rhein-Herne-Kanal Südufer gegenüber dem Stadthafen Recklinghausen: Strichzeichnungen Gartenzwerge                                            | 51° 33′ 34″ N, 7° 12′ 35″ O | 2013                  | Bernd Zamel                                               | Blechtafel auf Standgerüst, bedruckt weiß, gelb, schwarze Umrisse                                                                 |      |